# Zilog Z80182

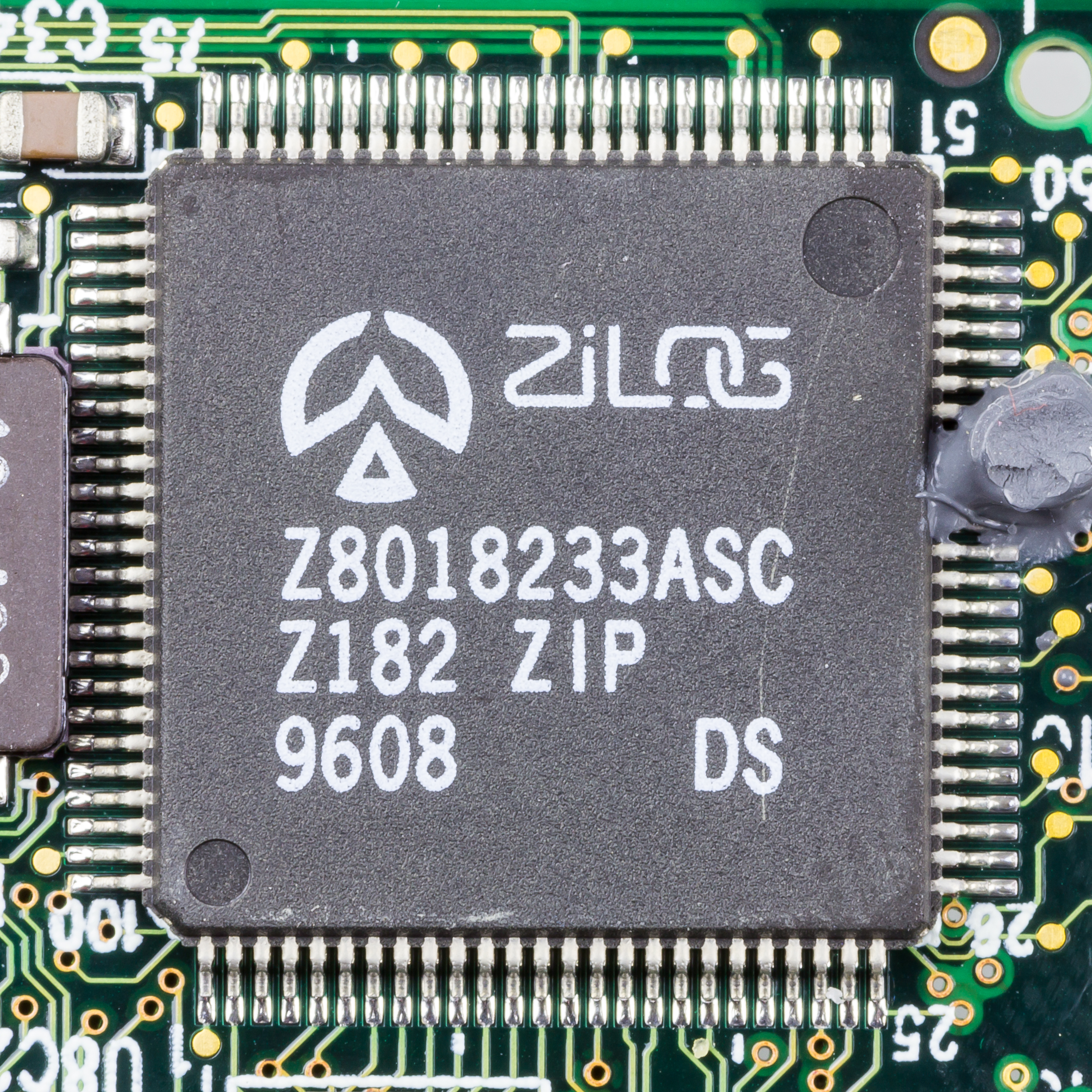
Z80182

El Zilog Z80182 es una versión mejorada y más rápida del anterior Zilog Z80 y parte de la familia de microprocesadores Z180. Fue llamado el Zilog Intelligent Peripheral Controller (ZIP, controlador inteligente de periféricos Zilog).
Posee las siguientes características:
- Dos canales ESCC (enhanced serial channel controller) con CRC de 32 bits
- Dos canales UART (serial controller interface)
- Decodificador de dirección interno configurable
- Tres puertos PIA (Programmable I/O adapter)
- Dos temporizadores de 16 bits
- Un canal CSIO (Clocked Serial Input/output)
- Una unidad de gestión de memoria (MMU) que ampliaba el rango de direccionamiento 20 bits
- Generador de estados de espera
- Dos canales DMA
- Controlador de interrupciones
- Instrucciones extendidas
- Interfaz 16550 MIMIC
- Oscilador de cristal

También es totalmente estático (el reloj puede detenerse y no se pierden los datos de los registros) y posee una opción de baja EMI que disminuye el slew rate de las salidas.
El Z80182 puede operar a 33 MHz con un oscilador externo para operar a 5 volt, o a 20 MHz usando el oscilador interno para operar a 3,3 volt.